# Hařilova Lhotka
Hařilova Lhotka, někdy též zvaná Jalovčí (německy Harschil Lhotka), je osada Bezděkova. V roce 2021 zde žilo 7 obyvatel, leží v nadmořské výšce 461 m n. m.
Osada se nachází na žluté turistické trase mezi Bílkem a Štěpánovem. Asfaltová komunikace do osady nevede. 0,5 km na východ od osady se nachází PR Mokřadlo. Je zde evidováno 7 adres. čp.1, čp.4 , čp.5, čp.6, čp.7, čp.8, če.1.

## Historie
Původně se osada jmenovala pouze Lhotka a patřila k Předboři. V roce 1563 se o ní hovoří jako o Lhotce Nadobowě (od příjmení Nádoba) a v roce 1654 jako o Lhotce Harzilowě (od příjmení Hařil – Vařil). V tu dobu patřila k panství v Bezděkově. Dále je známo, že v roce 1843 patřila k panství Nový Studenec. Název se stále měnil a během 19. století se lze setkat i s názvy Lhota Hořilová, Lhota Hařilová.
| Rok            | 1869 | 1880 | 1890 | 1900 | 1910 | 1921 | 1930 | 1950 | 1961 | 1970 | 1980 | 1991 | 2001 |
| -------------- | ---- | ---- | ---- | ---- | ---- | ---- | ---- | ---- | ---- | ---- | ---- | ---- | ---- |
| Počet obyvatel | 65   | 59   | 53   | 59   | 41   | 47   | 47   | 24   | 24   | 11   | 6    | 5    | 1    |

## Galerie

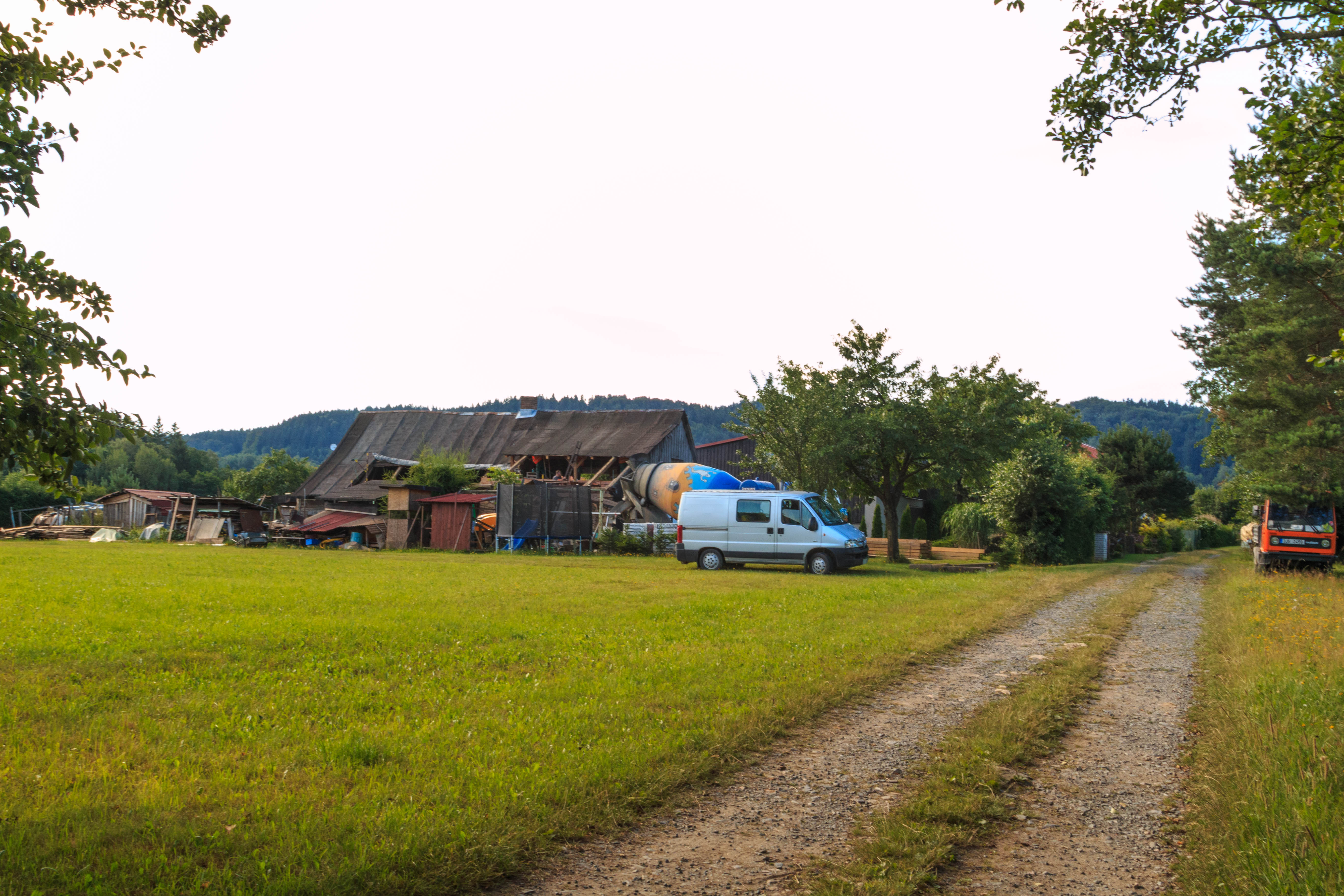
Hařilova Lhotka čp. 7
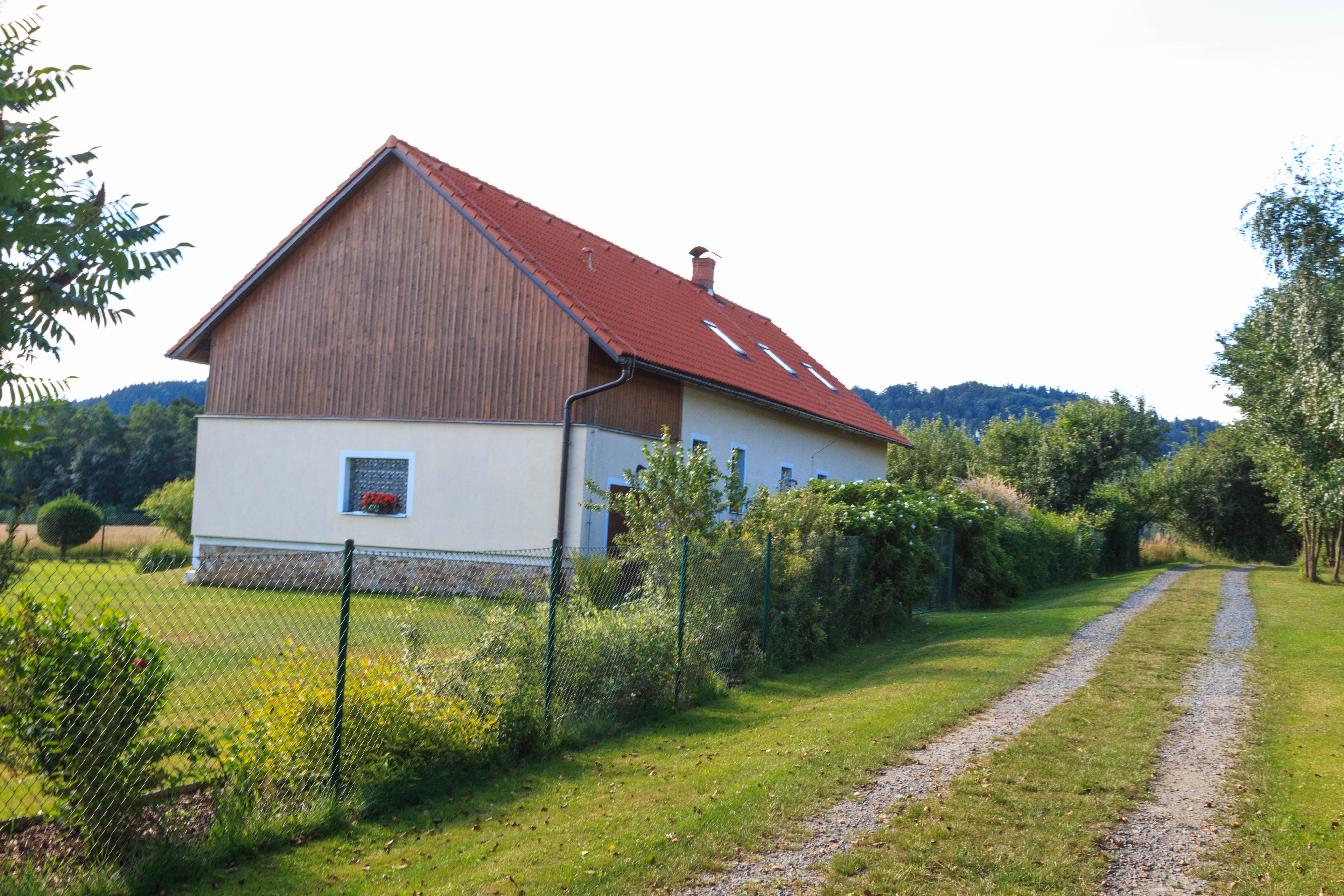
Hařilova Lhotka čp. 8
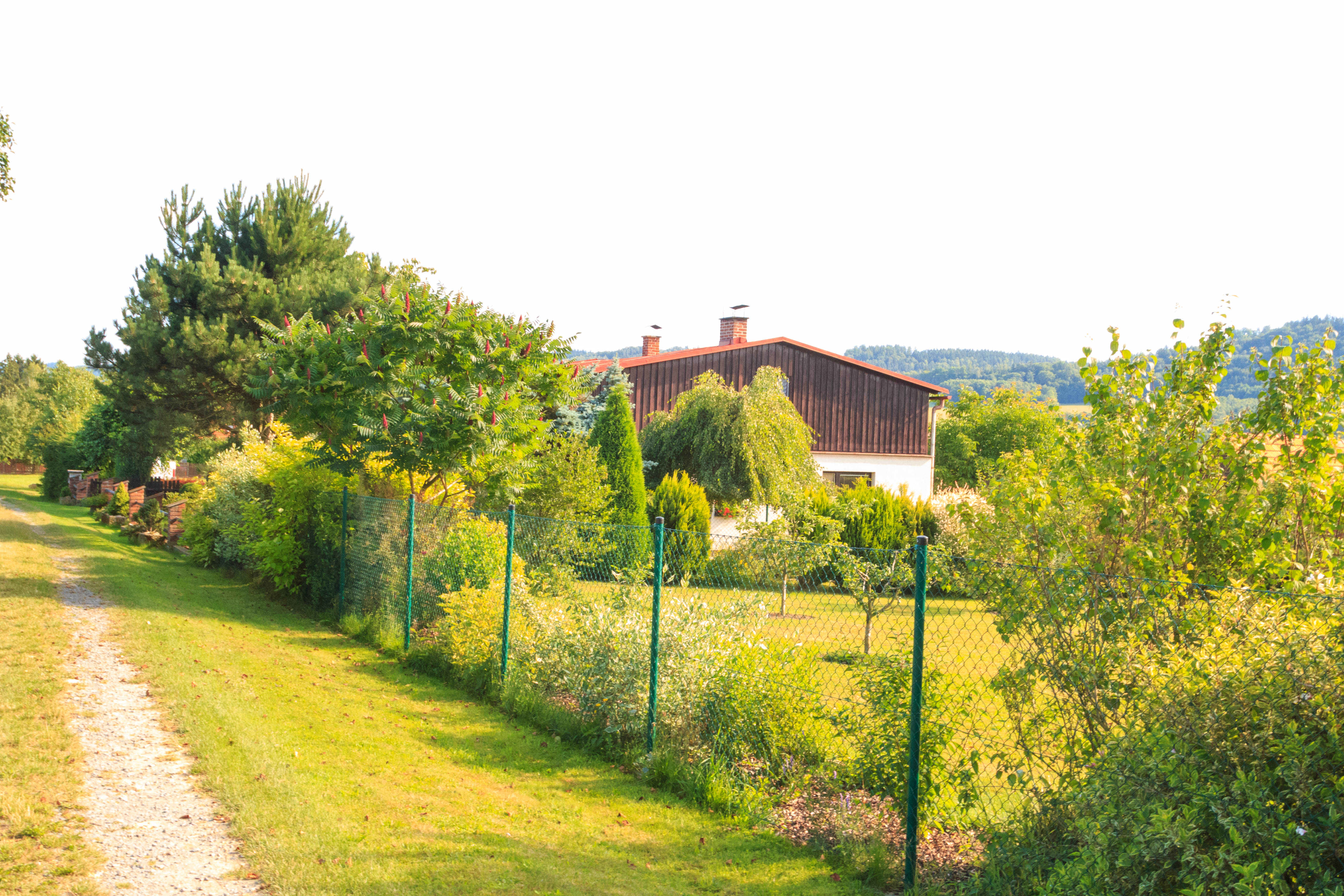
Hařilova Lhotka
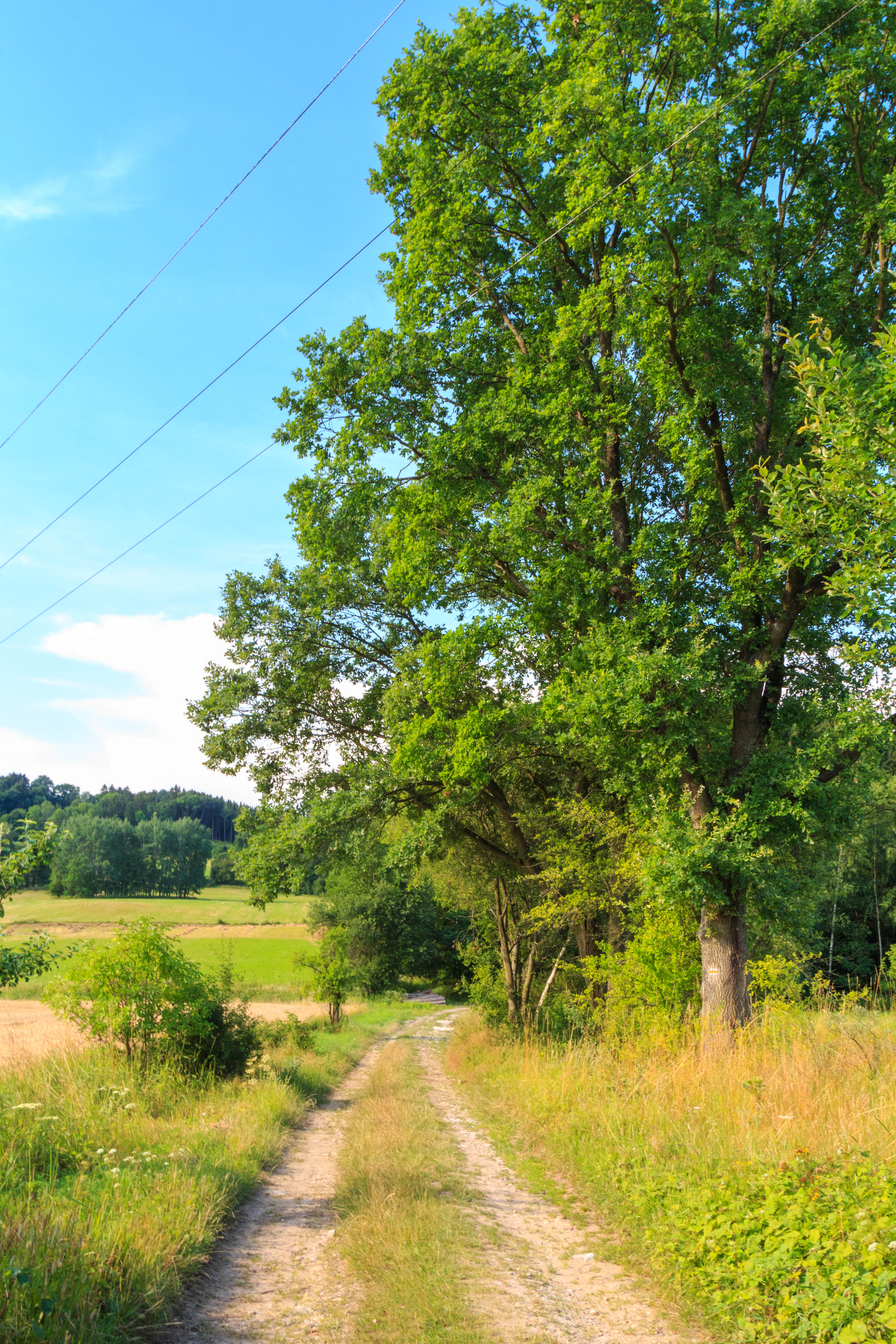
U Hařilovy Lhotky